# Bill Joy
Pour les articles homonymes, voir Joy.
William N. Joy (né le 8 novembre 1954 à Farmington Hills dans le Michigan), plus connu sous le nom de Bill Joy, est un informaticien américain. Il est notamment connu pour son travail de développement du système d'exploitation Unix BSD et pour avoir été l'un des cofondateurs de Sun Microsystems en 1982 avec Vinod Khosla, Scott McNealy et Andy Bechtolsheim. Il a travaillé en tant que scientifique en chef dans cette entreprise jusqu'en 2003.

## Biographie
Joy commence ses études à l'université du Michigan, où il obtient une licence (Bachelor of Science) en génie électrique, et les poursuit à partir de 1975 à l'université de Californie à Berkeley qui lui délivre un master d'ingénieur en génie électrique et en informatique en 1979,.
À Berkeley, Joy joue un rôle important dans le développement de l'Unix de Berkeley, c'est-à-dire BSD, sur lequel sont basés un grand nombre de systèmes Unix modernes tels que FreeBSD, NetBSD et OpenBSD. Certaines de ses plus importantes contributions sont la pile TCP/IP, la bibliothèque semi-graphique termcap, l'éditeur vi et l'interpréteur de commandes csh.
Au début des années 1980, DARPA fait appel à la société BBN pour ajouter le support de TCP/IP, sur les conseils de Vinton Cerf et de Bob Kahn, à l'UNIX de Berkeley. On demande à Joy d'ajouter la pile développée par BBN dans BSD. Mais Joy s'y refuse, car il estime le support TCP/IP développé par BBN insatisfaisant, et décide de plutôt programmer sa propre pile TCP/IP. John Gage (en) décrit ainsi la suite des événements : « BBN avait un énorme contrat pour implémenter TCP/IP, mais leur travail ne marchait pas, et celui de Joy fonctionnait. Alors ils ont eu une réunion, et quand cet étudiant en T-shirt apparut, ils lui demandèrent Comment avez-vous fait ça ? et Bill répondit C'est très simple : vous lisez le protocole et vous écrivez le code ». Cette version des événements est toutefois contestée, notamment par Rob Gurwitz, l'ingénieur de BBN responsable de l'implémentation de TCP/IP développée par cette entreprise.
En 1986, il reçoit le prix Grace Murray Hopper de l'ACM[réf. nécessaire].
Joy est aussi une figure importante dans le développement des microprocesseurs SPARC, du langage Java et de Jini.
Le 9 septembre 2003, Sun publie un communiqué annonçant le départ de Bill Joy de la firme. D'après ce texte, celui-ci va « prendre du temps pour réfléchir à ce qu'il va faire » et n'a pas de « plan définitif ».
Depuis son article Pourquoi le futur n'a pas besoin de nous consacré au futur de l'humanité dans Wired, il est régulièrement invité pour participer à des débats et des colloques sur les suites de cet article.

## Contributions
En plus de la réécriture de la pile TCP/IP de l'UNIX de Berkeley, Joy a également fortement contribué au domaine de l'informatique en créant notamment l'entreprise Sun Microsystems, l'éditeur de texte vi qui donnera plus tard Vim. 
Il a également créé un shell baptisé C shell car avec une syntaxe se rapprochant  du langage C. Il contribua également fortement à la distribution BSD.

## Réflexions sur la technologie
En 2000, il gagna en notoriété avec la publication d'un article dans Wired : Pourquoi le futur n'a pas besoin de nous, sous-titré : les technologies les plus puissantes du XXIe siècle : le génie génétique, la robotique et les nanotechnologies menacent d'extinction l'espèce humaine.
Joy explique  qu'il est convaincu qu'avec les avancées scientifiques et techniques en génétique et en nanotechnologie, les robots intelligents remplaceront l'humanité, au moins sur les plans intellectuel et social, dans un futur relativement proche. Il inclut dans son texte une réflexion sur  les positions néo-luddites de Unabomber. En 2004, en partie en réaction à la portée de ce texte, une réunion à Alexandria (Virginie) rassemble pour la première fois des experts de 26 pays, qui débattent de la façon de réguler ce type de recherche au niveau planétaire (source CEA).